# Kunstpreis Fotografie
Der Kunstpreis Fotografie, vergeben durch die Land Brandenburg Lotto GmbH, ehrt seit 2017 jährlich herausragende Autoren und Fotografen aus Berlin und Brandenburg.

## Hintergrund
Der Kunstpreis Fotografie ersetzt seit 2017 den Kunstpreis Literatur Fotografie. Es werden Preisgelder in Höhe von insgesamt 20.000 Euro ausgeschrieben. Die Fachjury kann bis zu drei Preisträger ernennen, unter denen das Preisgeld aufgeteilt wird. Es dürfen sich nur Künstler bewerben, die ihren künstlerischen Schaffensschwerpunkt und Wohnsitz in Berlin und Brandenburg haben.

## Jury
Eine dreiköpfige Jury ermittelt die Preisträger. Die Mitglieder der Jury 2024 waren:
- Ulrike Kremeier (Direktorin / Vorstandsmitglied Kunstmuseum Dieselkraftwerk Cottbus)
- Franziska Schmidt (freie Kunst- und Fotohistorikerin, Kuratorin, Autorin Berlin)
- Mike Geßner (künstlerischer Leiter / Kurator Kunstraum Potsdam)

## Preisträger
| Jahr | Preisträger                                                      | Werk                                                                                                   |
| ---- | ---------------------------------------------------------------- | --- |
| 2024 | Maria Sewcz Andreas Batke                                        | JETZT, BERLIN kužde lěto                                                                               |
| 2023 | Tobias Kruse Anne Heinlein Beatrice Schuett Moumdjian            | Deponie Geheimes Land Forensic Excavations Inventory or The Total Deconstruction Of An Armenian Family |
| 2022 | Sabine Dobinsky Damien Daufresne Kerem Uzel                      | Bildnis einer Dame Undertow Sonnenbaden                                                                |
| 2021 | Ingar Krauss Agata Szymanska-Medina Andréas Lang                 | Die Solitären Lost Paradise LAGOS                                                                      |
| 2020 | Marlene Pfau Miguel Hahn & Jan-Christoph Hartung Claudia Neuhaus | Sorgearbeit 2 minutes 2 midnight RUBIKON                                                               |
| 2019 | Katrin Streicher Inga Alice Lauenroth Hannes Jung                | Night Time Tremors Alice New Right                                                                     |
| 2018 | Johanna-Maria Fritz Jakob Ganslmeier Rafael Raigón Lozano        | Lika a Bird Lovely Planet: Deutschland Ikigai                                                          |
| 2017 | Elke Seeger Lia Darjes Ira Thiessen                              | Capturing Nature – Fotografische Erkundungen / Zoo_2016/17 Tempora Morte PRIVET GERMANIA               |